# M-Net
M-Net est une chaîne de télévision sud-africaine privée, détenue par le groupe Naspers et lancée en octobre 1986, à un moment où la radio-télévision publique sud-africaine, SABC souffre d'être utilisée comme un outil de propagande du pouvoir blanc, et quelques années avant la fin de l'apartheid.
Elle est similaire à Canal+ par son fonctionnement.